# 密枝
密枝，是臺灣臺南市楠西區的一個傳統地域名稱，位於該區北部中央地帶至東北部。相較於今日行政區，其範圍大致包括密枝里、灣丘里東北端。

## 歷史
台灣日治初期，密枝地區為一（舊制）街庄，稱為「密枝庄」，隸屬於楠梓仙溪西里。該庄西及西北隔曾文溪分別與𦬬萊宅庄、下南勢庄為界，北與後大埔庄為鄰，東與阿里關庄為鄰，南邊為灣坵庄，西南邊為茄拔庄。
1901年（日治明治三十四年）11月，全台設置二十廳，該庄隸屬於臺南廳。1903年（明治三十六年）6月，該庄編入「內噍吧哖區」，隸屬於臺南廳。1909年（明治四十二年）10月，合併二十廳為十二廳，內噍吧哖區仍隸屬於臺南廳。1920年（大正九年），廢十二廳改設五州二廳，該庄改制為「密枝」大字，隸屬於臺南州新化郡楠西庄（新制街庄）。
戰後楠西庄改制為楠西鄉，隸屬於臺南縣，大字亦改制為村。1950年雲、嘉、南分治，楠西鄉仍隸屬於臺南縣。2010年12月25日，因臺南縣市合併為直轄市臺南市，楠西鄉改制為楠西區，村亦改制為里。

## 聚落
本地區發展較早的聚落有密枝、土地公後、爐芝潭、溪崁頭等，在日治期初期的官方地圖上已有記載。此外，本地區尚有雙溪、曾文新村等聚落。

## 交通
省道台3線俗稱「內山公路」，是臺北市市區至屏東的幹道，經過本地區雙溪、密枝等聚落。由該道路北行可前往嘉義縣大埔鄉、番路鄉南部、中埔鄉、番路鄉西北部、竹崎鄉等地；南行可前往臺南市楠西區楠西市區、玉井區、南化區、高雄市內門區等地。
區道南188線是楠西至二層坪的道路。
區道南192線是雙溪至二層坪的道路。